# Makete
Makete (manchmal auch 'Mwakete' geschrieben) ist einer von vier Distrikten der Njombe-Region im südwestlichen Teil von Tansania. Er grenzt im Osten an den Distrikt Wanging'ombe, im Südosten an den Distrikt Njombe, im Süden an den Distrikt Ludewa und im Westen und im Norden an die Region Mbeya. Das Verwaltungszentrum ist in der Stadt Iwawa. 

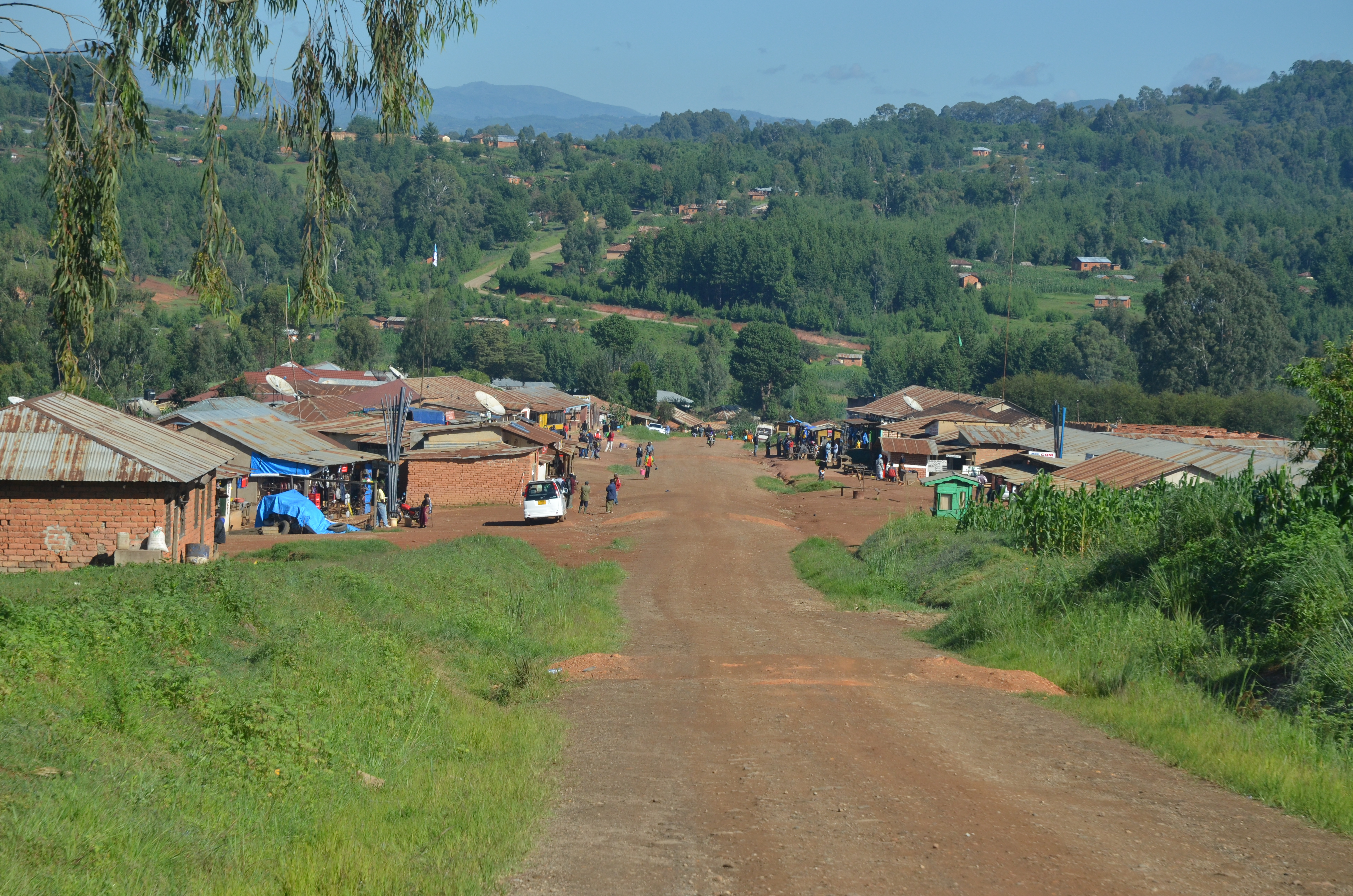
Blick auf den Ort Ikonda im Distrikt Makete.

## Geographie
Die Volkszählung von 2022 ergab eine Einwohnerzahl von 109.160 Einwohnern. Davon lebten rund 90 Prozent auf dem Land und 10 Prozent in der Stadt.
Die Fläche des Distriktes beträgt 5800 Quadratkilometer. Von diesen werden nur 371 Quadratkilometer landwirtschaftlich genutzt. Das Land befindet sich in einer Höhenlage von 1500 bis 3000 Metern über dem Meeresspiegel und wird sowohl von den Livingstone-Bergen als auch von der Kette der Kipengere-Berge durchzogen. Die Temperaturen liegen auf den Bergen zwischen 2 und 20 Grad Celsius sowie zwischen 20 und 30 Grad auf der Hochebene. Der Jahresniederschlag beläuft sich auf 1500 bis 2800 Millimeter in den Bergen und 300 bis 800 Millimeter auf der Hochebene. Wichtige aus den Bergen kommende Flüsse sind Numbi, Kimani, Luvanyila und Ijangala. Die Entwässerung erfolgt entweder in den Malawisee oder über den Ruaha, der in den Rufiji mündet, in den Indischen Ozean.

## Geschichte
Makete wurde im Jahr 1984 ein eigenständiger Distrikt der Region Iringa. Seitdem 2012 die Region Iringa geteilt wurde, gehört Makete zur neu gegründeten Region Njombe.

## Verwaltungsgliederung
Verwaltungstechnisch ist der Makete-Distrikt in die folgenden 23 Bezirke (Wards) unterteilt:
- Bulongwa
- Ikuwo
- Iniho
- Ipelele
- Ipepo
- Isapulano
- Itundu
- Iwawa
- Kigala
- Kigulu
- Kipagalo
- Kitulo
- Kinyika
- Lupalilo
- Lupila
- Luwumbu
- Mang'oto
- Matamba
- Mbalatse
- Mfumbi
- Mlondwe
- Tandala
- Ukwama

## Bevölkerung
Die beiden größten ethnischen Gruppen sind die Wakinga, die im Norden des Distriktes angesiedelt sind, und die Wawanji, die überall im Distrikt leben. Im Gegensatz zu den meisten tansanischen Distrikten hat Makete kein starkes Bevölkerungswachstum. Von 102.312 Einwohnern bei der Volkszählung 1988 stieg die Zahl auf 105.775 im Jahr 2002, sank dann jedoch auf 97.266 bei der Volkszählung 2012. Die Volkszählung des Jahres 2022 ergab dann eine Einwohnerzahl von 109.160.

## Soziale Lage
Die zurzeit größten zu bewältigenden Herausforderungen für die Verwaltung sind eine bessere Verkehrsinfrastruktur sowie eine bessere Gesundheitsvorsorge. HIV/AIDS stellt eine besondere Herausforderung in der Region dar. Die HIV-positiv-getesteten Personen stiegen von 1988 bis 2002 von 3.900 auf über 10.000 Personen an. Insbesondere die Fürsorge für verwaiste Kinder machen einen Großteil der Aufwendungen aus. Ein von der UNICEF gefördertes Programm Mama Mkubwa bietet hierfür finanzielle Unterstützung. Annähernd drei Prozent der Kinder bis 18 Jahre sind Vollwaisen, 17 Prozent sind Halbwaisen (Stand 2012). Eine Vielzahl von Nichtregierungsorganisationen (NGOs) und glaubens-basierten Organisationen betonen in ihrer Arbeit insbesondere den Kampf gegen Unter- und Mangelernährung.

## Wirtschaft
Landwirtschaft trägt zum Lebensunterhalt der meisten Leute im Makete-Distrikt wesentlich bei. Wegen der gemäßigten Temperaturen aufgrund der Höhenlagen werden überwiegend Weizen und Kartoffeln angebaut; auch sieht man Kürbis, Phaseolus-Bohnen und Erbsen weit verbreitet im Gemengeanbau. Ebenso sind klimatisch angepasste Obstbāume wie Pflaumen, Pfirsiche, Äpfel und Birnen weit verbreitet. Die Gegend ist auch für ihren Bambuswein (ulanzi) bekannt, der aus dem fermentierten Saft des Weinbambus (Oxytenanthera braunii) hergestellt wird. Traditionell verdingen sich die Männer aus dem Makete-Distrikt als Pflücker auf den Teeplantagen des Landes. Erst vor kurzem wurde auch Mais in die Gegend eingeführt. Diverse Haustiere werden gehalten, wobei Rinder meistens auf Gemeindeweiden grasen, während Ziegen, Schweine und Hühner eher in Hausnähe gehalten werden. In einem Großteil der ländlichen Haushalte werden Meerschweinchen (Cavia porcellus) als Fleischtiere gehalten, allerdings kommen sie in amtlichen Statistiken kaum vor. Vor Ort nennt man die Tiere simbilisi, ein Kihehe-Wort. Die Blätter des Weinbambus werden in Makete üblicherweise an Meerschweine verfüttert.

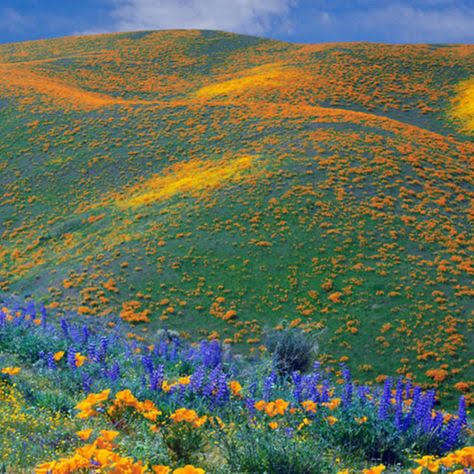
Blumenwiese im Kitulo-Plateau-Nationalpark.

## Sehenswürdigkeiten
- Kitulo-Plateau-Nationalpark: Dieser 412 Quadratkilometer große Nationalpark liegt zwischen den Kipengere-, Poroto- und Livingstone-Bergen und ist wegen seiner Blumenpracht bekannt.[15]
- Mpanga/Kipengere Wildreservat: Der einzigartige Bergwald, genannt „Southern Rift Montane Woodlands“, bedeckt den Großteil des Reservates. Es ist besonders für Vogel- und Schmetterlings-Beobachtungen bekannt. Daneben leben hier 28 Säugetier-Arten, darunter Paviane, Geparden, Hyänen, Büffel, Zebras, Giraffen und Elefanten.[16]